# Luc (Pireneje Wysokie)
Luc – miejscowość i gmina we Francji, w regionie Oksytania, w departamencie Pireneje Wysokie.
Według danych na rok 1990 gminę zamieszkiwało 205 osób, a gęstość zaludnienia wynosiła 42 osób/km² (wśród 3020 gmin regionu Midi-Pireneje Luc plasuje się na 858. miejscu pod względem liczby ludności, natomiast pod względem powierzchni na miejscu 1496.).